# Deutschnationalismus
Als Deutschnationalismus wird eine politische Strömung in Österreich bezeichnet.
Der Deutschnationalismus ging aus dem deutschen Nationalismus der Deutschösterreicher („deutscher Nationalismus in Österreich“) hervor, der seine Kodifizierung 1882 mit dem Linzer Programm erhielt. In diesem Programm wurde vonseiten der deutschsprachigen Bildungselite Österreich-Ungarns die enge Anbindung der geschlossenen deutschsprachigen Siedlungsgebiete der Österreichischen Reichshälfte an das benachbarte Deutsche Reich vertreten, womit diese wieder die großdeutsche Lösung von 1848/49 aufgriffen. Begründet wurde der politische Zusammenschluss mit der Zugehörigkeit dieser Gebiete zum einstigen Heiligen Römischen Reich (bis 1806) und zum Deutschen Bund (1815–1866). In beiden hatte das alte Österreich eine führende Position.
In der Monarchie der Habsburger wurde der Deutschnationalismus vor allem durch die deutschnationale Bewegung vertreten, die anfänglich als großdeutsch-liberal und ab 1882 zunehmend als alldeutsch und antisemitisch agierte. 1885 kam es zum Bruch zwischen den Anhängern Georg von Schönerers und den traditionellen Großdeutschen.
Nach dem Zweiten Weltkrieg und der Wiedererrichtung der Republik Österreich wurden Personen als „deutschnational“ bezeichnet, die eine politische Annäherung Österreichs an die Bundesrepublik Deutschland forderten und damit in Ablehnung zur österreichischen Nation und im Gegensatz zur offiziellen Abgrenzungspolitik Österreichs stehen. In der Zweiten Republik gehören die Anhänger des Deutschnationalismus zur Stammwählerschaft der FPÖ seit Gründung dieser Partei.

## Geschichte
Der Deutschnationalismus war in der zweiten Hälfte des 19. Jahrhunderts in verschiedene Gruppierungen zersplittert, die als gemeinsamen Nenner antiklerikale, antisemitische und großdeutsche Ideen hegten.
Dies wurde im Grundsatzpapier „Linzer Programm“ festgehalten, das 1882 in Linz unter anderem von den Politikern Victor Adler, Karl Lueger und Georg von Schönerer erarbeitet wurde. Schon 1885 driftete die Bewegung auseinander, als Schönerer das Grundsatzpapier überarbeitete und einen Arierparagraphen hinzufügte. Ab Ende der 1880er Jahre wurde das Linzer Programm nur noch von Anhängern Schönerers hochgehalten. Grundsätzlich deutschnational eingestellt waren jedoch auch die Anhänger der „Vereinigten Deutschen Linken“, der „Deutschen Volkspartei“, der „Deutschen Agrarpartei“, der „Deutschen Arbeiterpartei“ sowie der „Deutschradikalen Partei“, einer Abspaltung von den Schönerianern.
In der Zwischenkriegszeit konstituierte sich 1920 in Salzburg die Großdeutsche Volkspartei (GDVP), die ein Zusammenschluss von 17 deutschnationalen Gruppierungen war. Der „unverrückbare Leitstern“ dieser Partei war der Anschluss an Deutschland. Die Etablierung der GDVP und des kleineren Landbunds als dritte Kraft in der Republik, die allerdings deutlich kleiner war als die anderen beiden Lager der Sozialdemokratie und der Christdemokratie, führte zu dem Begriff „Drittes Lager“, der heute oft als Synonym für das deutschnationale Lager Gebrauch findet.
Nachdem 1938 der „Anschluss“ an das Deutsche Reich erreicht war, kam es von 1938 bis 1945 faktisch zur Deckungsgleichheit von NSDAP und deutschnationalem Lager.
Nach dem Zweiten Weltkrieg war der Begriff Deutschnationalismus zunächst durch das NSDAP-Regime diskreditiert. Weil viele Repräsentanten des deutschnationalen Lagers als ehemalige Nationalsozialisten bis 1949 politisch nicht handlungsfähig waren (ehemalige NSDAP-Mitglieder waren bis 1949 von jeglicher politischen Tätigkeit ausgeschlossen und besaßen kein Wahlrecht), geriet der Deutschnationalismus zur Ideologie von Außenseitern.
Der VdU und später die FPÖ wurden von Personen getragen, die aus dem deutschnationalen Lager und dessen Organisationen (vor allem schlagende Studentenverbindungen) kamen. Im Grundsatzprogramm der FPÖ von 1956 ist von einer allgemeinen und unverbindlichen Zugehörigkeit zur „deutschen Kulturgemeinschaft“ die Rede.
Obwohl zugleich der Österreich-Patriotismus in gewissen Punkten übernommen wurde, der besonders nach 1945 zur Antithese des Deutschnationalismus wurde, rekrutierte die FPÖ die meisten ihrer Politiker noch immer aus dem deutschnationalen Lager. Daneben wurde eine äußerst abwehrende Haltung gegenüber nicht-deutschsprachigen Minderheiten wie den Kärntner Slowenen zu Tage getragen (→ Ortstafelstreit), später auch gegenüber Migration und der europäischen Integration.
Zugleich erlebte das deutschnationale Korporationswesen in den 1950er und -60er Jahren einen deutlichen Aufschwung, der erst mit der Öffnung und Demokratisierung der Universitäten zurückging. Stellvertretend dafür ist der Niedergang des RFS, der bei den ÖH-Wahlen von 32 % im Jahr 1953 auf 2 % im Jahr 1987 abfiel.
Heute stellt der Deutschnationalismus nur 17 % der Kernwähler der FPÖ, da die Partei seit dem Aufstieg Jörg Haiders Mitte der 1980er immer stärker zu einem österreichbezogenen Rechtspopulismus neigt (→ Wählerklientel der FPÖ).

## Vergleich mit dem völkischen Nationalismus Deutschlands
Während der Deutschnationalismus in Österreich zunächst und primär einen Zusammenschluss der „Deutschen“ inner- und außerhalb der bestehenden Reichsgrenzen im Auge hatte, wollte der aus dem Deutschnationalismus entstandene völkische Nationalismus in Deutschland eher einen Ausschluss aller „Nichtdeutschen“ erreichen. Adel und Bürgertum konnten sich mit ihrer Berufung auf angestammte Privilegien auf einen gemeinsamen Nenner einigen, der sie von gegenseitigen Rivalitäten ablenkte.
Der völkisch geprägte Nationalismus rekrutierte sich nach der Reichsgründung 1871 auf der einen Seite aus antiliberalen großbürgerlichen Kräften, die sich etwa in der Deutschkonservativen Partei zusammenschlossen und zur Bewahrung aristokratischer Vorrechte sowie zum Protektionismus neigten, auf der anderen Seite aus Kleinbürgern, die gegen die Emanzipation von Benachteiligten waren. Der Deutschnationale Handlungsgehilfen-Verband (seit 1893) war eine völkisch-antisemitische Angestellten-Gewerkschaft, die sich nicht nur gegen die jüdische Emanzipation, sondern etwa auch gegen die Emanzipation der Frauen wandte.
Nach dem Ersten Weltkrieg schlossen sich Konservative beider Lager in der Deutschnationalen Volkspartei (DNVP) zusammen, die der Weimarer Republik im Grunde ablehnend gegenüberstand. Dennoch beteiligte sich die DNVP an mehreren Regierungen mit der Deutschen Volkspartei und dem Zentrum. Im März 1933 bildete sie eine Koalition mit der NSDAP und wurde wenige Monate später aufgelöst.